# CMLL Aniversario 87

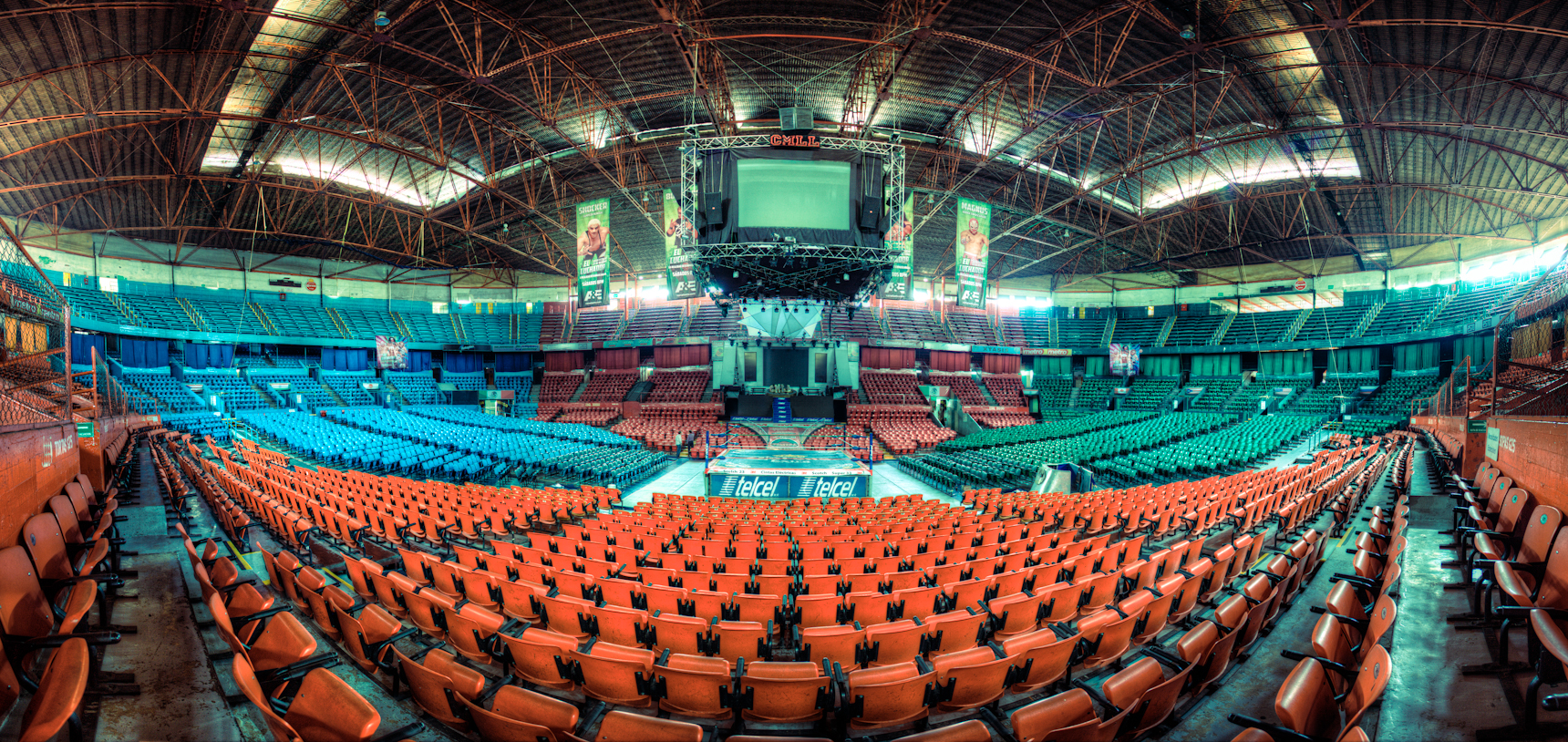
Ett tomt Arena México.

CMLL Aniversario 87 var ett lucha libre pay-per-view evenemang och Consejo Mundial de Lucha Libres 87-årsjubileum. Evenemanget avgjordes den 25 september 2020 i Arena México i Mexico City inför tomma läktare på grund av Covid-19-pandemin. Samtliga matcher avgjordes med "one fall"-regler vilket är okonventionellt inom lucha libre-matcher, som vanligtvis avgörs i ett bäst av tre-format. Samtliga matcher var titelmatcher.

## Bakgrund
Matcherna som hölls röstades fram av fans via CMLL:s webbplats. Volador Jr. skulle egentligen ha mött Bandido men sedan Bandido testat positivt för Covid-19 ersattes han av den något oerfarne Templario.
Matchen mellan Titán och Soberano Jr. och matchen mellan Volador Jr. och Templario fick mycket bra recensioner.

## Matcher
Matcher bokade för evenemanget.
| Nr | Resultat | Kommentarer                                                                                       | Matchtid |
| -- | --- | ------------------------------------------------------------------------------------------------- | -------- |
| 1  | Chamuel (c) besegrade Microman (submission)                                                                                                | för Chamuels Campeonato Mundial Microestrellas CMLL".                                             | 13:14    |
| 2  | Titán (c) besegrade Soberano Jr. (pin) | för Titáns Campeonato Mundial Welter CMLL. Soberano Jr. innehar redan Campeonato Nacional Welter. | 25:24    |
| 3  | Reyna Isis besegrade La Metálica (c) (pin)                                                                                                 | för Campeonato Nacional Feminil.                                                                  | 17:19    |
| 4  | Sansón, Cuatrero och Forastero (Nueva Generación Dinamita) (c) besegrade Virus, Raziel och Cancerbero (Los Cancerberos del Infierno) (pin) | för Nueva Generación Dinamitas Campeonato Mundial de Tríos.                                       | 17:07    |
| 5  | Marcela (c) besegrade Dalys (DQ) | för Marcelas Campeonato Mundial Feminil CMLL.                                                     | 14:45    |
| 6  | Volador Jr. (c) besegrade Templario (pin)                                                                                                  | för Volador Jr.s Campeonato Mundial Histórico NWA de Peso Welter.                                 | 19:35    |
| 7  | Místico och Carístico (c) besegrade Rey Cometa och Espirítu Negro (submission)                                                             | för Místico och Carísticos Campeonato Mundial de Parejas CMLL.                                    | 13:22    |